# 263 Дрезда
263 Дрезда (263 Dresda) — астероїд головного поясу, відкритий 3 листопада 1886 року Йоганном Палізою у Відні.